# Le Cid (film, 1910)
 (juillet 2025).
Pour les articles homonymes, voir Le Cid.
Pour plus de détails, voir Fiche technique et Distribution.
Le Cid (Il Cid) est un film italien muet, réalisé par Mario Caserini en 1910.

## Fiche technique
- Titre original : Il Cid
- Pays d'origine :  Royaume d'Italie
- Année : 1910
- Réalisation : Mario Caserini
- Histoire : Pierre Corneille, d'après sa pièce éponyme
- Société de production : Società Italiana Cines
- Société de distribution :
- Langue : italien
- Format : Noir et blanc – 1,33:1 – 35 mm – Muet
- Genre : Drame historique
- Longueur de pellicule : 289 mètres (1 bobine)
- Durée : 12 minutes
- Dates de sortie :
  -  France : février 1910
  -  Royaume-Uni : 5 mars 1910
- Autres titres connus :
  -  Royaume-Uni : The Triumphant Hero

## Distribution
- Amleto Novelli
- Maria Caserini
- Enna Saredo